# きみの声をとどけたい
『きみの声をとどけたい』（きみのこえをとどけたい）は、マッドハウス制作の日本の長編アニメーション映画。2017年8月25日より公開。略称は『キミコエ』および『映画キミコエ』。
キャッチコピーは、「コトダマって、あるんだよ」、「本気のコトバは、本気のネガイは、いつか現実になるんだよ。」。
2018年（平成30年）第21回文化庁メディア芸術祭アニメーション部門の審査委員会推薦作品に選ばれている。

## 概要
本作は、東北新社とCSファミリー劇場による新人声優発掘育成企画「キミコエプロジェクト」と連動しており、第1弾「キミコエ・オーディション」合格者は、本作メインキャストへのキャスティングがなされた。本作のメインキャラクター7人のうち、6人の担当声優はこのオーディションの合格者であり、本格的な声優デビュー作となる。また、主題歌についても6人によるユニット「NOW ON AIR」が担当している。
作品そのものは、オリジナル・ストーリーとして企画された劇場アニメーション作品で、友情と奇跡の物語である。

## あらすじ
神奈川県の海辺にある町、日ノ坂町に住む行合なぎさは、龍ノ口かえで・土橋雫の2人の幼馴染と同じ神奈川県立日ノ坂高校に通っている高校2年の女子高生。3人はラクロス部の練習試合で幼馴染の浜須賀 夕に再会。だが、かえでは夕をライバル視し、陰口を叩く。「コトダマ」の話を信じているなぎさは、悪い事を口にすると自分に帰ってきてしまうと心の中で心配する。なぎさは幼いころ、祖母に「コトダマ」の存在を教えられ、それ以来「コトダマ」の存在を信じている。「コトダマ」とは「言った言葉には魂が宿っており、言った言葉は、良い事は万人にわたり、悪いことは自分に返って来る」というものである。なぎさには「コトダマ」が見える。嘗て小学生だった時、運動会でかえでが浜須賀夕に対して「転んじゃえば良いのに」と陰口をたたいたことがあった。その時、かえで自身の発言から現れた薄青色の「コトダマ」が足に当たって消えた後、徒競走でかえでが転倒してしまうところを目の当たりにしたことから、「コトダマ」の存在が真実であると確信している。ゆえに、言葉遣いの悪いかえでの発言にストレスを抱えることも多い。そんな時は近所にある蛙口寺の鐘を突いて鐘の中に入り、鐘の音の響きに乗じて周囲に声が漏れにくい僅かな時間を利用して大声で言いたいことを言うのが彼女独自のストレス発散方法である。
ある日、鐘を突いた後に偶然見かけた蛙が暑がっているように見えたため、蛙の為に「雨でも降れば良いのに」と呟く。すると、たちまち雨が降り出す。傘を持っていなかったなぎさは、自転車に乗って大急ぎで帰路に就くが、雨が強くなってきたので途中の喫茶店らしき店で雨宿りをする。店に入るが誰もおらず、店の奥にはラジオの放送機材や沢山のレコードがすぐ使用できる状態で保存されていた。なぎさは母のみつえがよく鼻歌で歌うクラシック曲のレコードを見つけて再生しながら、ラジオDJの真似事をしてみる。最後に自身のメールアドレスを紹介し、雨が上がったところで帰宅する。
翌日、なぎさのスマホにラジオ放送を聴いたというメールが入っていた。なぎさは真似事のつもりだったが、実際に電波が届いていた。メールの主は矢沢紫音。彼女は、かつて喫茶店兼ミニFMラジオ局『アクアマリン』を経営し、自らDJを担当していた矢沢朱音の娘だという。DJをしていた朱音は12年前、父親（紫音の祖父）と共に交通事故に遭う。父親はその時に亡くなり、朱音本人もそれ以来昏睡状態に陥っていた。このため、店は放送・営業されていない状態が続いていた。
なぎさは、往時の「アクアマリン」のことについて電器屋「川袋電器店」の店主、川袋佐武郎に事の詳細を聴き、朱音が現在、日ノ坂町にあるリハビリセンターに入院していることを知る。メールを読んで既に朱音が亡くなっていると思っていたなぎさは、朱音が生きていることを知って安堵する。朱音の病室へ赴くと、傍らに置いてあったラジオから紫音の「お母さん、聞こえますか?」の声とともに紫色の「コトダマ」として現れるが、朱音の元に届く直前に消滅してしまう。急ぎ喫茶『アクアマリン』へ向かったなぎさは、紫音と対面する。当初は紫音から不法侵入者呼ばわりされてしまったが、事情を話してすぐに和解。紫音を元気づけることと、朱音の目が覚めるきっかけになればとの想いから、なぎさはラジオ『アクアマリン』の復活プロジェクトを企画する。
紫音は母親が交通事故に遭って昏睡状態に陥ってしまって以来、家庭の事情に巻き込まれて転校が多く、友人がいないことをなぎさに話す。紫音の心境を察したなぎさは、かえでと雫を新しい友人として紹介し、4人で放送をはじめる。ラジオについてよく知らないまま毎日放送していると、「藍色仮面」と名乗るラジオマニアの人物からメールが入る。彼女の正体は、なぎさたちと同じ学校に通う女子高生の中原あやめだった。あやめはラジオ好きが高じてラジオについてはとても詳しく、放送上の表現方法や、放送音楽の著作権上の問題などを解説し、ラジオのイロハについてなぎさたちに詳しく教えてくれた。さらにジングルの作成などを提案し、湘南音楽学院に通う友人、琵琶小路乙葉を連れてくる。乙葉によってジングルや楽曲もいくつか制作された。
プロジェクトを成功させるため、リスナーを増やそうと、ラジオ『アクアマリン』が復活することを知らせるポスターを作って商店街に貼り出す。放送当時の『アクアマリン』を知る人が思いのほか多く、プロジェクトは地域住民から大いに歓迎された。佐武郎も喫茶店の『アクアマリン』の常連客の一人だったことが判り、さらに使用されていた機材は全て川袋電器店で調達したものだったことも判明する。ラジオ『アクアマリン』の復活を知った佐武郎は涙を流して喜び、劣化機材の修理や電波の拡張工事などを請け負い、プロジェクトに全面協力してくれることとなった。
一方、なぎさたちとは違う高校である私立・鶴ヶ岡女子学園高校に通う夕は､同校のラクロス部で新部長になるも、厳し過ぎてついていけなくなった部員たちに嫌われて集団で退部届を出され、部長として受け入れられていないことに思い悩んでいた。そのことを知ったかえでは、悪態をつきつつも夕に対してラジオを通じて励ましの言葉を贈るのだった。
夏休みが終わりに近づいてきたある日、なぎさはひょんなことから『アクアマリン』が近いうちに取り壊され、隣接する空き地と合わせてコンビニが開業する予定であることを父親の鉄男から聴かされる。急いで『アクアマリン』に出向くと、既に工事業者が店内の椅子などの什器の搬出作業を行っている最中だった。なぎさは中に居た紫音と夕に事情を尋ねる。紫音は、実は前々から朱音の転院と、建物の売却・取り壊しが決まっていたと打ち明ける。そこにかえでと雫、さらにあやめと乙葉もかけつけ、全員が『アクアマリン』の解体を知る。
事情を知ったかえでは、なぜ黙っていたのかと紫音を責めるが、紫音は「あなたたちが勝手に盛り上がっていただけ」と悪態で応じる。さらに、土地の買収とコンビニ経営を企画していた人物が夕の祖父、浜須賀長介だったことが判る。夕は長介に頼んで解体作業の開始を延期してくれるように便宜を図るから夏休みが終わるまではラジオ放送を続けるべきだと紫音を諭すが、かえでは夕の言葉の端々に「お爺様」の単語が出てくることにイラつきを抑えられず、その「お爺様」である長介が『アクアマリン』を買い占めたからこういう事態になっているのだと夕を責め、二人は口論になる。そんなかえでの発言に怒ったなぎさが、かえでをビンタする。メンバー同士の心がバラバラになり、ラジオも歌も全てがダメになってしまう事態となったが、数日後『アクアマリン』は無情にも取り壊される。
夏休み最終日の8月31日。『アクアマリン』が無くなり、矢沢家は予定通り朱音を転院させるために車に乗り、家族で日ノ坂町を発とうとしていた。渋滞で車がしばらく動きそうにない中、紫音は薄紫色の「コトダマ」を見る。紫音は父親にラジオを点けてもらい、すぐさま周波数を「『アクアマリン』に合わせる。すると、建物が無くなって廃局になったはずの『アクアマリン』が放送をしていた。放送場所は蛙口寺の境内からで、最後の放送になると聴き知った街の住人たちが境内に集まっていたのである。建物取り壊しの際に放送機材も処分されたと思われたが、実は川袋電器店が事前に全て引き取って管理してくれていたのだった。
紫音は徐々に動く車の中、ここではラジオの電波が届かないから戻ってほしいと頼み、町に引き返してもらう。なぎさたちはみんなで練習した曲「Wishes Come True」を歌い、紫音も街に戻る為に急ぎ走る車の中で泣きながら一緒に歌う。すると、歌を歌っているなぎさや紫音たちだけでなく、同じ気持ちで集まっていた者たちからも沢山の「コトダマ」が現れる。それは誰もが目に見ることのできる確かな「コトダマ」であった。町の空を埋め尽くさんばかりの「コトダマ」は、朱音の心にも届き、12年にわたる昏睡状態から目覚めさせる。
夏休みが明けた後、夕はラクロス部の部長に復帰する。それに触発されたかえでもやる気を取り戻し、厳しい練習を部員たちに課して頑張っており、そこには厳しい練習に付き合わされてウンザリしているなぎさたちの姿もあった。将来の目標を見つけたなぎさは数年後、TOKYO FMでラジオパーソナリティになっていた。なぎさは高校時代の自分に「コトダマが出てないよ」と言われてしまわないようにと日々マイクに向かっていた。

## 登場人物
登場人物の苗字は湘南地域に所縁のある地名・駅・バス停留所・施設などが由来となっている。

### 主要人物
行合 なぎさ（ゆきあい なぎさ）
声 - 片平美那
本作の主人公。神奈川県立日ノ坂高校に通う高校2年生。ラクロス部に所属。
幼少期に祖母から教えられた「コトダマ」の存在を信じている。
幼少期や小学生の時に「コトダマ」が実体化したものを見ることができる能力を発揮したことから、この年齢になっても「コトダマ」の存在と、それがもたらす効力について信じている。また、偶然とはいえ、彼女が発した言葉が現実の事象となって現れたりもしている。
廃屋同然となっていた喫茶「アクアマリン」で偶然見つけた放送機器を使ったことで紫音からは「不法侵入者｣呼ばわりされたが、事情を知り和解、ラジオ放送を始めることとなる。
後述する、鉄男とみつえが両親。母を呼ぶときは二人きりの時は「みつえさん」。
母親を名前で呼ぶ理由は劇中では明かされていないが、小説版では祖母が「みつえさん」と呼んでいたのを真似て呼び、経年と共にそのまま定着したことが明かされている。
苗字の由来は行合橋（江之島電氣鉄道停留所）。
龍ノ口 かえで（たつのくち かえで）
声 - 田中有紀
なぎさの幼馴染。神奈川県立日ノ坂高校に通う高校2年生。ラクロス部に所属。
ボーイッシュでさばさばした性格であり、一人称が「俺」であるなど、口調も男っぽい。後述する夕にライバル心を抱いている。
町内にあるファミリーレストラン「SEAGULL」でアルバイトをしている。担当はホール。
劇中では明かされていないが、小説版では両親は小学生の頃に離婚し、母親に引き取られて育てられたことが明かされている。弟「いつき」と妹「さくら」がおり、いずれも名前は平仮名で表記する。母子家庭だったことと、幼い弟妹がいた関係で中学時代は部活動ができなかった。
なぎさ・雫・あやめとは異なり、制服着用時は水色のシャツを着ている（劇中で確認できる日ノ坂高校の女子生徒で白以外のシャツを着ているのはかえでのみなので、厳密的には服装違反の可能性がある）。
苗字の由来は龍ノ口（江之島電氣鉄道停留所）。
土橋 雫（どばし しずく）
声 - 岩淵桃音
なぎさの幼馴染。神奈川県立日ノ坂高校に通う高校2年生。
なぎさとかえでの良き理解者。自分から話すことは少なく、物語の中でもセリフは少なめである。
趣味はお菓子作りで、将来の夢はパティシエになることで、メンバーや客にクッキーやコーヒーを振る舞う描写がある。また、そのために卒業後はフランス留学を考えており、フランス語を勉強している。
なぎさやかえでが物語の序盤や終盤でラクロス部の練習をしている様子を制服姿で温かく見守るシーンがあることから、少なくともラクロス部には加入していない模様。そのため、他校に通う夕も含め、幼馴染みの女子4人の中では唯一、ラクロスに関わっていない。
小説版によると、眼鏡を掛けるのが早かったため、小学校の頃は男の子からいじめられていた。また、なぎさの弁によると、小柄だが胸は大きいとのこと。
苗字の由来は土橋（江之島電氣鉄道停留所）。
浜須賀 夕（はますか ゆう）
声 - 飯野美紗子
なぎさの幼馴染。なぎさたちとは異なり私立・鶴ヶ岡女子学園高校に通う高校2年生。日ノ坂高校との試合後、鶴ヶ岡女子高校のラクロス部部長に選出される。
しかし、厳しい練習から部員に嫌われ、全部員に退部届を出され、部長として受け入れられていないことに思い悩んでいた。
実業家で町の功労者である浜須賀長介を祖父に持つ、文武両道の令嬢。幼い頃から人気者であるため、かえでとは仲違いになっている。
町の功労者でもある祖父のことを誰よりも慕っており、祖父のことを罵られた時は幼馴染み相手でも激しく激高する一面を見せる。
苗字の由来は浜須賀（江之島電氣鉄道停留所）。
中原 あやめ（なかはら あやめ）
声 - 神戸光歩
物語中盤より登場。なぎさ・かえで・雫と同じく神奈川県立日ノ坂高校の生徒。
眼鏡を掛けた優等生風の生徒であり、制服も学校指定の紫のカーディガンを着用している（なぎさ・かえで・雫は紫のカーディガンを着用していない）。
劇中で彼女の学年を示す記述や台詞などは存在しないが、小説版には夏休みの終わりと共に「あやめちゃんは早速受験勉強に集中しはじめた。」との記述があることから、学年はなぎさたちよりも1学年上の高校3年生だと思われるが、小説版にも学年を示す直接的な記述は無い。
ラジオネーム「藍色仮面」として、なぎさのメールアドレス(ラジオに関する意見投稿の場としても使用)にクレームのメールを5回も投稿したが、反応が無かったため、登校日に直接なぎさと接触し「アクアマリン」に乗り込んでくる。
放送関係に造詣が深いため、なぎさ達に放送についての指導を担当する。
後述する琵琶小路乙葉を連れてきて、音響面での飛躍的成長を実現させた立役者。
理数系の学問に強い気質らしく、電波の拡張工事を行う際には機械に関する知識自体は無いものの、呑み込みが非常に早く、佐武郎と共に電波機材の拡張工事を担当。佐武郎とは実の親子のように仲良く打ち解けた。
苗字の由来は中原（江之島電氣鉄道停留所）。
琵琶小路 乙葉（びわこうじ おとは）
声 - 鈴木陽斗実
物語中盤より登場。あやめの友人で、湘南音楽学院ピアノ科に通う音楽生の17歳。
優しく温厚な性格をしていて、なぎさや紫音を初めとするプロジェクトのメンバー全員に対して丁寧に接するが、あやめに対してだけは以前からの友人であるためか、他のメンバーへの接し方とは違い、遠慮の無い対等な接し方をしている。
使用楽器はROLANDのシンセサイザー『JUNO-Di』。
ラジオのジングル制作のためにあやめに招聘され、『アクアマリン』の楽曲関連全般を担当することになる。
あやめ曰く、その腕前は「ジーニアス」らしく、実際、即興での作曲をするなどその能力をいかんなく発揮する。劇中では『アクアマリン』のテーマ曲として『Wishes Come True』を作・編曲したことになっており、個々人のパート割り振りも行なっている。
なぎさがコトダマを視ることができる能力を持つのと同じように、声を聴くだけでその人の人となりや今までの人生が垣間見える能力がある。
誰もなぎさの主張するコトダマの存在を信じない中、唯一信じた人物である。
年齢はあやめと同じく17歳。そのため、あやめ同様になぎさたちと同学齢かどうかは劇中からは判断できない。また、あやめとはどのようにして知り合ったのかについても特に触れられていない。
苗字の由来は琵琶小路（江之島電氣鉄道停留所）。
矢沢 紫音（やざわ しおん）
声 - 三森すずこ
喫茶店兼ミニFMラジオ局「アクアマリン」を所有していた矢沢家の一人娘。高校2年生で、普段は他県にある祖父母の家で暮らしている。
後述する母である矢沢朱音が4歳の時に交通事故に遭い、意識の戻らぬまま日ノ坂町のリハビリセンターに入院しているため、時折、日ノ坂町に通っている。
高校生になってから、かつて母がラジオのDJをしていたことを知った。
なぎさが喫茶店「アクアマリン」に入り込んだ事でなぎさと知り合い、なぎさの発案でDJを始めることになる。
日ノ坂町には住んでいないが、元々は日ノ坂町の生まれである。
苗字の由来は 谷沢（江之島電氣鉄道停留所）。

### その他の人物
矢沢 朱音（やざわ あかね）
声 - 三森すずこ
矢沢紫音の母。ミニFMラジオ局「アクアマリン」のDJ。
地元の支持は絶大なものがあり、当時から住んでいる人の多くが彼女のことを知っている。
父（紫音の祖父）とともに紫音が4歳の時に交通事故に遭い、12年間に亘って昏睡状態で寝たきりになっている。
ミニMF局の開業当時は放送法が緩かったこともあって広い範囲に電波を流していたが、徐々に法律が厳しくなったことで、父と佐武郎はラジオ放送をあきらめてミニFM局を廃業。その後は喫茶店としての「アクアマリン」のみが存続し、その後にマスターが結婚して生まれたのが朱音である。
大学生に成長した彼女が「日ノ坂町をもりあげたい」という思いから復活させたのが現在のミニFM局「アクアマリン」の直接のはじまりである。
父（紫音の祖父）とともに紫音が4歳の時に交通事故に遭って以降、12年間に亘って昏睡状態で寝たきりのままだったが、「コトダマ」により遂に目を覚ます。
劇中ではその後の体調面などについては触れられていないが、車椅子に乗って後ろを振向きながら紫音に対して微笑むシーンがある。また、小説版では12年もの長期に亘る昏睡状態による影響で身体の自由が利かず、元の生活に戻れるようになるには長くリハビリを要することになる旨の記述がある。
なぎさの祖母
声 - 野沢雅子
物語序盤、なぎさの回想シーンで登場。転んで泣き喚くなぎさに、「痛いの痛いのとんでいけ」とおまじないをかける。
その時、なぎさは痛みが消えているのに気が付き、更にひざから生まれた薄い青色の「コトダマ」が視えており、それが上空で割れるところまでを見た。このことと、かえでの徒競走での一件があり、なぎさは「コトダマ」の存在を信じるに至った。
劇中では触れられていないが、小説版ではなぎさが小学生の時に亡くなったことが明かされており、墓所は蛙口寺にある。
なぎさが鐘を突いて鐘の中で叫ぶストレス発散方法は彼女が教えたものである。
甘い梅干しが嫌いで、酸っぱい梅干しを好んでいた。
小動 大悟（こゆるぎ たいご）
声 - 梶裕貴
蛙口寺住職の孫で、なぎさの幼馴染みの一人。
劇中でなぎさと同世代の人物として登場する唯一の男性であり、氏名も明かされている準主要人物である。
なぎさとは単なる幼馴染みの関係でしかないが、大悟がなぎさのことを憎からず想っていると思しきシーンが在る。
『アクアマリン』無き後、最後の放送を実現するため、放送場所として寺の境内を提供してくれるように祖父に掛け合い、許可を得る。
右腕の肩口には、昔飼っていた飼い犬に咬まれた跡が今でも残っている。
蛙口寺（あこうじ）住職の孫で、なぎさの幼馴染みの1人。なぎさと同じ高校に通う。時折、なぎさが寺の鐘楼で鐘を鳴らした後、中で何かを叫んでいることを知っていた。
右腕の肩口には、昔飼っていた飼い犬に咬まれた跡が今でも残っている。
苗字の由来は小動神社、小動岬。
行合 みつえ（ゆきあい みつえ）
声 - 佐古真弓
なぎさの母親。鼻歌でビバルディ『四季』の春を奏でるのが癖になっている。
なぎさに「みつえさん」と下の名前で呼ばれても一向に意に介さない。
なぎさから「みつえさん」と他人行儀な呼ばれ方をされているが、実母である。なぎさが実母を名前呼びするようになったのは、義母（なぎさの祖母）が彼女を「みつえさん」と呼んでいたのを真似て呼び、そのまま経年定着したことによる。
夫（鉄男）とは歳が20歳くらい離れている。そのため、とても若々しい容姿を保っている姉御肌風の美人である。
最終放送を行っている蛙口寺には出向かず、自宅でも特にラジオを聴くでもなく洗濯に嵩じているが、洗濯物を干すために庭に出た際に空に浮かぶ沢山のコトダマを目撃する。
行合 鉄男（ゆきあい てつお）
声 - 志村知幸
なぎさの父親。日ノ電（日ノ坂電鉄）で運転士をしている。
娘のなぎさが妻を名前呼びすることを快く思わない。理由は、みつえとは歳が20歳近く離れており、娘が母親を名前呼びするせいで「妻とは再婚である」と周囲に誤解されるためである。
仕事の都合で蛙口寺には行っていないため、ラジオも聴いていないが、自身が運転している電車の運転席からコトダマを目撃する。
川袋 佐武郎（かわぶくろ さぶろう）
声 - 牛山茂
川袋電器店の店主。往時の喫茶「アクアマリン」の常連のひとり。
朱音の父（紫音の祖父）である「アクアマリン」のマスターとは高校の同級生だった。
往時の喫茶「アクアマリン」の常連でもあり、成長した紫音との再会を涙ながらに喜んだ。
佐武郎の言によると、ミニFMラジオ局『アクアマリン』は、彼が朱音の父と共に学生運動の一環として始めたのがルーツであり、東京の大学に進学した朱音の父が佐武郎を招聘し、大学の構内に放送局を開設したのが起源である。最初期の局名は『自由ラジオ』で、当時の放送内容は学生運動真っ盛りの時代だったこともあり、主に演説だった。後に革命の夢が破れて故郷の日ノ坂に戻ってきた朱音の父が喫茶店を開業し、往年の学生運動を懐かしむことが目的でミニFM局を併設する形で開局したのがミニFM局「アクアマリン」の直接の始まりである。
苗字の由来は川袋（江之島電氣鉄道停留所）。
川袋 将暉（かわぶくろ しょうき）
声 - 鈴木達央
川袋電器店の息子で佐武郎の三男。家業を手伝ってはいるが、真面目に手伝っている様子は無く、専らサーフィンをしている模様。なぎさからは「将ちゃん」と呼ばれている。
結婚しており、一児のパパでもある。妻の名は「早紀」、子供の名は「陽太」。早紀・陽太は劇中にも数回登場するが、台詞は無く、名前も明かされない。
年齢は30代半ば。世代が異なるなぎさから「将ちゃん」と呼ばれるほど親しい関係なのは、家業である川袋電気店が昔から在る町の電気屋であり、行合家も家電修理で従来から世話になっていた関係で以前から顔見知りだったため。
苗字の由来は佐武郎と同じ。
浜須賀 長介（はますか ちょうすけ）
声 - 小林操
夕の祖父。建設会社「浜須賀建設」を手掛けており、日ノ坂町きっての功労者とも呼ばれる地元の名士。
登場したのは、なぎさ達の小学校の運動会でのシーンのみ。
矢沢家から『アクアマリン』の土地と建物を買収し、隣接する空き地と合わせてコンビニを開業する計画を立てている。
矢沢 正信（やざわ まさのぶ）
声 - さかき孝輔
紫音の父。若かりし頃には、DJをしている妻をほほえましく見守っていた。
朱音の転院を間近に控えている。
紫音から朱音が日ノ坂にいる間は建物の取り壊しを待ってほしいと説得されるが、下記の理由から首を振って拒絶する。
朱音を日ノ坂町の病院に入院させていたのと、12年にわたって土地と建物を維持してきたのは「朱音が目覚めた時にすぐにでも店を始められるように」という彼の願いによるものであったが、12年経っても朱音の状況が改善されないことや、自身の仕事上の都合で転居が急がれること、土地と建物をこれ以上維持していくだけの経済力が無いこと、などから、苦渋の決断として浜須賀建設への売却を決める。
元々は喫茶店兼ミニFM局「アクアマリン」の出入業者であり、それが朱音との馴れ初めとなった。
現在は日ノ坂町から車で2時間ほどの所に在る海産物加工品の卸売業の職に就いている。
そのため、正信・紫音の父娘は普段はそちらの方に居を構えている。
劇中では説明が無いが、彼もまた日ノ坂町の出身であることが小説版に記載されている。
アナウンサー（カーラジオから放送される交通情報）
声 - 安倍ようこ（鎌倉FMアナウンサー）
その他（役名無し）
声 - 高村晴香
声 - 白兎夕季
声 - 小橋里美
声 - 内藤有海
声 - 松浦裕美子
声 - 早川毅
声 - 土屋直人
声 - 槇原千夏
声 - 青木崇
声 - 山橋正臣
声 - 浅尾慶一郎 - 鎌倉市を擁する神奈川県第4区に所属している縁故により出演。

## 用語
コトダマ（言霊）
通常、なぎさにだけ見ることのできる半透明の玉。なぎさの祖母から「言った言葉には魂が宿っており、言った言葉は、良い事は万人に亘り、悪いことは自分に返って来る」と言われて以来、なぎさはコトダマの存在を信じている。なぎさと想いを共有する人物が多くなった場合など、特殊な場合にのみ、誰にでも見ることのできる存在となる。
日ノ坂町
本作の舞台となっている架空の町。名称はモデルとなった神奈川県立鎌倉高等学校の最寄駅である鎌倉高校前駅の旧称「日坂駅」が元となっている。舞台となる街のモデルは 神奈川県 鎌倉市 腰越地区と藤沢市 片瀬地区。
日ノ坂高等学校
なぎさ・かえで・雫・あやめの4人が通う高校。エンドロールには、神奈川県立鎌倉高等学校、神奈川県立湘南高等学校、カリタス女子中学校・高等学校の3校がクレジットされているが、作品中の立地などから神奈川県立鎌倉高等学校がモデル。作品の冒頭に日ノ坂高校と鶴ヶ岡女子学園が試合をしている日ノ坂高校のグラウンドは、鎌倉高校ではなく神奈川県立七里ガ浜高等学校のグラウンドがモデルである。
鶴ヶ岡女子学園高校
夕の通う私立女子高校。川崎市のカリタス女子中学校・高等学校がモデル。
湘南音楽学院
乙葉が在籍する学校。湘南圏内の高校の中では音楽科ピアノ専攻を擁する唯一の学校であることから、北鎌倉女子学園中学校・高等学校がモデルと推定される。ただし、当校は撮影協力には参加していない。
日ノ坂リハビリセンター
紫音の母親・朱音が入院している病院。取材協力に参加している『ゆみの内科クリニック』がモデルであるが、『ゆみの内科クリニック』は鎌倉市ではなく、厚木市に所在する病院であり、内容も内科系の診療科がメインでリハビリや脳神経係の診療科などは無い。
蛙口寺
大悟の実家でなぎさが鐘楼にたびたび訪れる寺院。龍口寺がモデル。
日ノ坂電鉄
通称「日ノ電」。湘南地区を路線区域としている江ノ電（江ノ島電鉄）がモデル。

## スタッフ
- 監督 - 伊藤尚往
- 脚本 - 石川学
- キャラクターデザイン - 青木俊直
- アニメーションキャラクターデザイン - 髙野綾
- 音楽 - 松田彬人
- 音響監督 - 清水洋史
- 配給 - 東北新社
- 制作 - 東北新社、マッドハウス
- 製作 - 「きみの声をとどけたい」製作委員会（東北新社、ランティス、KADOKAWA、GYAO）

## 主題歌
エンディング主題歌「キボウノカケラ」
作詞 - 結城アイラ、作曲・編曲 - 杉山勝彦、歌 - NOW ON AIR
挿入歌「本当の私になりたくて」
作詞 - 結城アイラ、作曲・編曲 - 伊藤賢 、歌 - 行合なぎさ（CV.片平美那）
挿入歌「優しい夜」
作詞 - 結城アイラ、作曲 - エリック・サティ、編曲 - 伊藤賢 、歌 - 矢沢朱音（CV.三森すずこ）
挿入歌「Pure Song」
作詞 - 結城アイラ、作曲・編曲 - 伊藤賢 、歌 - 琵琶小路乙葉（CV.鈴木陽斗実）
挿入歌 - 「Wishes Come True」
作詞 - 結城アイラ、作曲・編曲 - 松田彬人、歌 - 行合なぎさ（CV.片平美那）・龍ノ口かえで（CV.田中有紀）・土橋雫（CV.岩淵桃音）・浜須賀夕（CV.飯野美紗子）・中原あやめ（CV.神戸光歩）・琵琶小路乙葉（CV.鈴木陽斗実）・矢沢紫音（CV.三森すずこ）

## ラジオ番組
本作の映画公開を記念し、2017年4月より2017年9月27日まで鎌倉FM（82.8MHz）にて毎週水曜23:00 - 23:30枠で『コトダマラジオ』と題したラジオ番組を放送していた（再放送は毎週日曜 17:00 - 17:30）。本作が高校生によるラジオDJというテーマであるため、地元である湘南地区の高校生（神奈川県立湘南高等学校や神奈川県立鎌倉高等学校など）が番組にゲスト出演していた。

## テレビ放送
劇場公開以来、現在までに地上波で放送されたことは無いが、BSで放送された事例がある。
| 回数 | 放送日時       | 放送局         | 備考         |
| ---- | -------------- | -------------- | ------------ |
| 1    | 2021年07月19日 | BS12トゥエルビ | テレビ初放送 |

## 関連商品
- 映画『きみの声をとどけたい』オリジナルサウンドトラック 「アクアマリンの想い出たち」（発売元：ランティス、販売元：バンダイビジュアル、2017年8月26日発売）[35]
- 『きみの声をとどけたい』公式ビジュアルブック（マッドハウス、2017年8月25日発売）ISBN 978-4-8021-9180-7
- 『きみの声をとどけたい』ノベライズ版（ポプラ社・ポプラポケット文庫、2018年8月8日発売）ISBN 978-4-591-15988-0 脚本担当の石川が文章、キャラクター原案の青木が挿絵を担当している。
  - この小説は、なぎさ・紫音・かえでの視点で物語が進行しており、雫・夕・あやめ・乙葉の視点では物語は進行しない。なお「その八　コトダマ」だけは第三者的ナレーションでの記述がある。

## 備考
- 映画版では、主要人物のその後の去就については、主人公であるなぎさが大学卒業後にラジオ局[36]に就職してラジオパーソナリティの職に就いていることが判っているが、他の6人についてはその後の去就について触れられていない。ただし、小説版の方には乙葉が音楽界に進出してライブ活動をしている旨の記述と、あやめが夏休み終了直後に受験勉強に集中し始めた旨の記述がある。
- 主要人物以外では、12年の昏睡から目覚めた朱音が社会復帰するのにまだ長い期間を掛けてリハビリを要する旨が小説版にて触れられているのみである。
- この映画は「キミコエ」の略称・通称で呼ばれており、主要人物の声を担当した7人の声優の内、既に声優活動を始めていた三森すずこを除く6人が「キミコエ・オーディション」という新人声優発掘プロジェクトとして開催されたオーディションから選ばれている。そのため、オーディションタイトルも本作に因んでいる。本作が公開されてから5年以上が経過した2022年現在もプロジェクトは継続されており、「第3回 キミコエ・オーディション」の結果が2022年5月9日に発表された。本作と関わりがあるオーディションは、本作への出演者を決めるために行われた第1回のみであり、第2回以降は本作と全く関係のない作品への出演声優を決めるオーディションとなっている。なお、第1回オーディションにて入賞し、土橋雫役を与えられて声優デビューした岩淵桃音は体調不良などの諸般の事情で既に芸能界を引退し、琵琶小路乙葉役を与えられた鈴木陽斗実は病気療養により活動休止中だったが、2022年12月18日に癌（悪性腫瘍[37]）により病死[38]しているため、現在のメンバーは4人となっている。なお、4人のうち飯野・片平・田中の3人が相次いでオフィスPACを退所したため、神戸がメンバーで最後のオフィスPAC所属者となっていたが、その神戸が2024年3月31日限りで退所し、翌4月1日に大沢事務所に移籍したため、メンバーでオフィスPACに所属している者は1人も居なくなった。